# Всеукраїнський день бібліотек

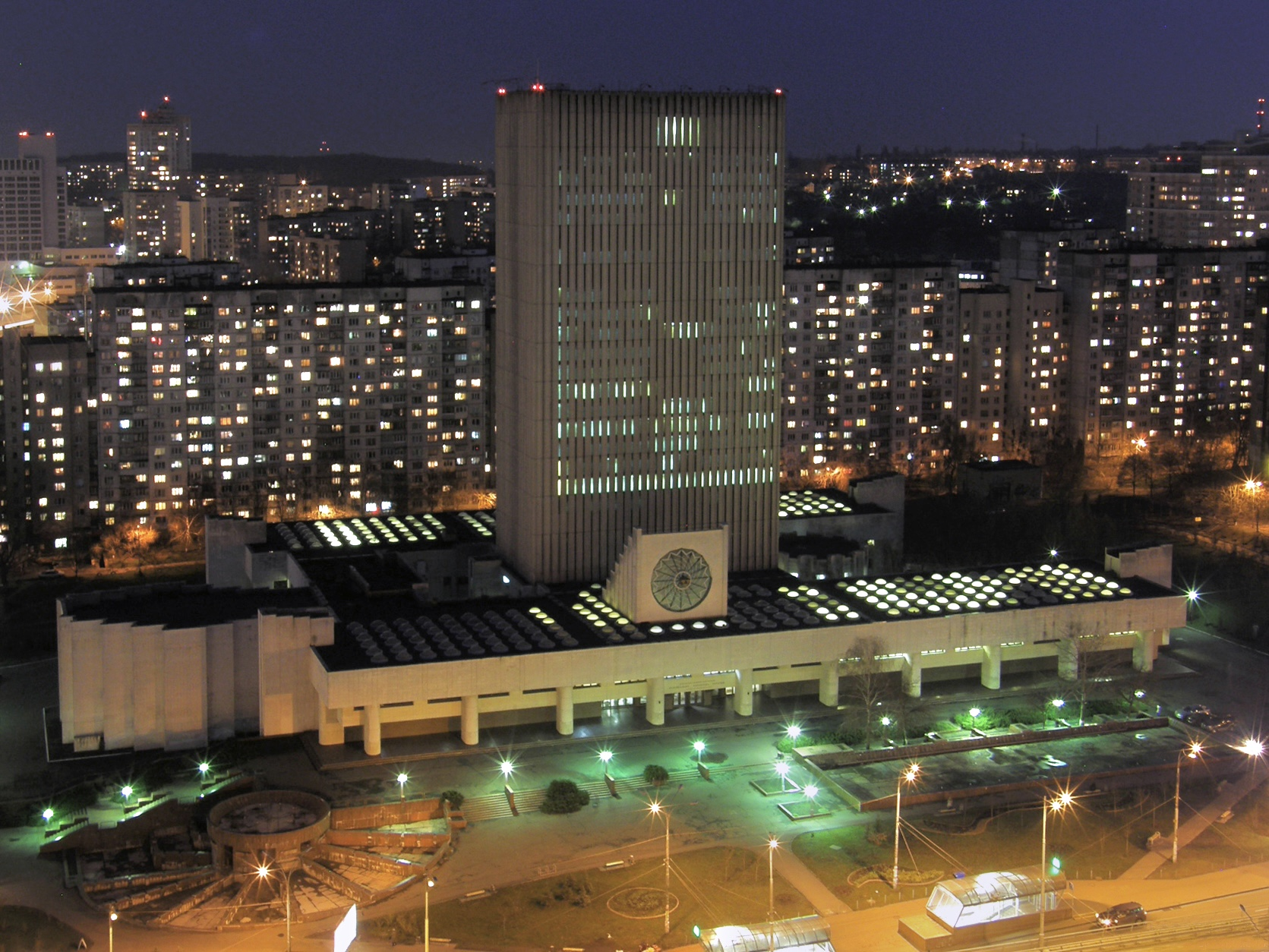
Найбільша в Україні Національна бібліотека ім. Вернадського

Всеукраїнський день бібліотек відзначається в Україні щорічно 30 вересня.

## Історія свята
Всеукраїнський день бібліотек встановлений в Україні «…враховуючи великий внесок бібліотек України у розвиток
вітчизняної освіти, науки і культури, необхідність дальшого підвищення їх ролі у житті суспільства та підтримуючи ініціативу бібліотечної громадськості…» згідно з Указом Президента України «Про встановлення Всеукраїнського дня бібліотек» від 14 травня 1998 р. № 471/98.
В Україні налічується понад 30 тисяч бібліотек[джерело?]. Бібліотеки загальнодержавного значення: Національна бібліотека України  імені В. І. Вернадського, Львівська національна наукова бібліотека України ім. В. Стефаника, Національна парламентська бібліотека України, Національна бібліотека України для дітей, Національна історична бібліотека України, Одеська національна наукова бібліотека, Державна науково-технічна бібліотека України та інші.